# طوم كارول (لاعب كرة قاعدة أمريكي)
طوم كارول (بالإنجليزية: Tom Carroll)‏ هو لاعب كرة قاعدة أمريكي، ولد في 17 سبتمبر 1936 في جامايكا ‏ في الولايات المتحدة.